# Winnipeg Free Press
Winnipeg Free Press (hay WFP; được thành lập với tên Manitoba Free Press) là một tờ báo hàng ngày (trừ Chủ nhật) ở Winnipeg, Manitoba, Canada. Cung cấp tin tức địa phương, tỉnh, quốc gia và quốc tế, cũng như các sự kiện hiện tại về thể thao, kinh doanh và giải trí và các tính năng hướng đến người tiêu dùng khác nhau, chẳng hạn như nhà cửa và ô tô xuất hiện hàng tuần.
WFP được thành lập vào năm 1872, chỉ hai năm sau khi Manitoba gia nhập Liên minh miền Nam (1870), và có trước sự thành lập của chính Winnipeg (1873). Winnipeg Free Press kể từ đó đã trở thành tờ báo lâu đời nhất ở Tây Canada vẫn còn hoạt động. Mặc dù có sự cạnh tranh, chủ yếu với tờ báo lá cải hàng ngày Winnipeg Sun, WFP có lượng độc giả lớn nhất so với bất kỳ tờ báo nào trong tỉnh và được coi là tờ báo kỷ lục của Winnipeg và phần còn lại của Manitoba.